# Christian Pélissier
Pour les articles homonymes, voir Pélissier.
Christian Pélissier, né le 2 septembre 1945 à Saint-Étienne, (Loire), est un acteur et metteur en scène français.
Jouant au théâtre, il est surtout connu pour interpréter de nombreux personnages de dessins animés comme le capitaine Haddock dans la série animée des Les Aventures de Tintin, Mojo Jojo dans les séries Les Supers Nanas de 1998 et de 2016, ou encore Yao dans Mulan.
Dans le jeu vidéo, il prête notamment sa voix à de nombreux personnages au sein de la saga The Elder Scrolls : Vivec dans Morrowind ainsi que dans The Elder Scrolls Online, les Khajiits et les Argoniens masculins dans Oblivion et Galmar Rudepoing dans Skyrim. Il est également la voix de Glottis dans Grim Fandango et de Salvador dans Borderlands 2.

## Théâtre
Sources : TheatreOnline

### Comédien
- L'Enfant Pied-Noir d'Elie-Georges Berreby, mise en scène Marie Christine Bras
- Le Pont de San Luis Rey, mise en scène Irina Brook
- Le Médecin malgré lui de Molière
- Fin de Partie de Samuel Beckett
- Naïves Hirondelles de R. Dubillard
- Holocaustum de Eduardo Manet
- La Tempête de William Shakespeare
- Le Roi s'amuse de Victor Hugo
- 1970 : Opérette de Witold Gombrowicz, mise en scène Jacques Rosner, TNP Théâtre national de Chaillot
- 1994 : Portraits de femme en bleu de Céline Monsarrat, mise en scène Hervé Icovic, Espace Kiron
- 2010 : En attendant le songe de William Shakespeare, mise en scène Irina Brook, Rutebeuf
- 2018 : Les crapauds fous de Mélodie Mourey

### Metteur en scène
- 1975 : Le Chant du cygne de Anton Tchekhov
- 1985 : Je veux être un clown, création collective
- 1989 : La Visite de la vieille dame de F. Dürenmatt
- 1990 : Lettre ouverte à ceux qui devraient la fermer de Christian Pélissier
- 1994 : Quelques cris du silence de Christian Pélissier
- 1999 : Le Malade imaginaire de Molière
- 2001 : Etoiles rouges de Pierre Bourgeade
- 2003 : Le Roi se meurt d'Eugène Ionesco
- 2015 : Ruy Blas de Victor Hugo, Bouffon Théâtre[2]
- 2021 : La Mélodie des Fées de Emmanuelle Schaaff, Théâtre Les Blancs Manteaux [3]

## Filmographie

### En tant qu'acteur
- 1988 : Les Gauloises blondes de Jean Jabely : Butafil
- 1999 : L'Instit (TV), épisode 5x05 L'enfant caché de Roger Kahane : Le comique
- 2001 : L'Instit (TV), épisode 6x04, La gifle de Roger Kahane : Le patron du bar
- 2019 : Le Talisman (websérie) de Ludovik : Le grand-père de Nathan
- 2021 : Le Rêve des Apaches (court-métrage) d'Hélie Chomiac : Oscar

## Doublage

### Cinéma

#### Films
- 1985 : L'Homme à la chaussure rouge : Virdon (Irving Metzman)
- 1986 : TerrorVision : le monstre (Frank Welker) (voix)
- 1987 : Le Flic de Beverly Hills 2 : le maître d'hôtel du 385 North (Darryl Henriques (en)), le garde chantant du rap (Vic Manni), le commentateur et un employé du champ de course
- 1987 : Running Man : le capitaine Freedom (Jesse Ventura)
- 1987 : Cherry 2000 : Stacy (Brion James)
- 1988 : Fantômes en fête : le fantôme du Noël passé (David Johansen)
- 1988 : Appel d'urgence : le culturiste et pilote (Brian Thompson)
- 1988 : Bloodsport : Chong Li (Bolo Yeung)
- 1988 : Tucker : Jimmy Sakuyama (Makoto Iwamatsu)
- 1990 : Predator 2 : King Willie (Calvin Lockhart)
- 1990 : L'embrouille est dans le sac : l'officier Keough (Robert Lesser)
- 1991 : Coups pour coups : Christian Naylor dit le démon (Patrick Kilpatrick)
- 1991 : Le Dernier Samaritain : lui-même (Lynn Swann)
- 1992 : Evil Dead 3 : voix au pif[4] et Squelette[5]
- 1993 : Madame Doubtfire : Frank Hillard (Harvey Fierstein)
- 1993 : Fortress : Maddox (Vernon Wells)
- 1993 : Demolition Man : un Rebut
- 1994 : Ed Wood : Tor Johnson (George Steele)
- 1994 : L'Histoire sans fin 3 : Retour à Fantasia : Rock Chewer (Frederick Warder)
- 1994 : Priscilla, folle du désert : Frank (Ken Radley)
- 1994 : Les Complices : Matt (Robert Loggia)
- 1998 : Judas Kiss : Pobby Malavero (Philip Baker Hall)
- 1999 : Mister G : lui-même (James Brown)
- 1999 : Perpète : Goldmouth (Michael Taliferro)
- 2002 : Pluto Nash : Felix Laranga (Luis Guzmán)
- 2003 : Attraction fatale : Hotel Security (Len Collin)
- 2005 : Little Miss Sunshine : Edwin Hoover (Alan Arkin) (2e doublage)
- 2006 : Mémoires de nos pères : Dave Severance, âgé (Harve Presnell)
- 2006 : Le Parfum : Grimal (Sam Douglas)
- 2012 : Contrebande : Jim Church (David O'Hara)
- 2013 : Hitchcock : Ed Gein (Michael Wincott)
- 2022 : A Jazzman's Blues : le père de Leanne ( ? )
- 2025 : Alma et le Loup : le loup (Scotch Hopkins)

#### Films d'animation
- 1978[6] : La Folle Escapade : le général Stachys
- 1987 : Scooby-Doo et les Boo Brothers : Meako / le shérif Rufus Buzby / T.J. Buzby / le fantôme squelettique / le fantôme de Beauregard / le fantôme dans le grenier / le cavalier sans tête / le maire
- 1987 : La Cité interdite : le chef des démons
- 1989 : Le Triomphe de Babar : Croc, le crocodile
- 1994 : Astérix et les Indiens : le Chinois (le pirate #3) (non crédité)
- 1997 : Fifi Brindacier : le capitaine Efraim Brindacier
- 1998 : Le Monde magique de la Belle et la Bête : Chef Bouche
- 1998 : Mulan : Yao
- 1998 : Urotsukidoji : Myunihausen Jr
- 1999 : Tarzan : le vieil éléphant
- 2000 : Tom Sawyer : Joe l'Indien
- 2000 : Le Gâteau magique : Brutus
- 2003 : Le Monde de Nemo : M. Johansonn
- 2004 : Mulan 2 : Yao
- 2004 : Appleseed : sage #4
- 2005 : Vaillant, pigeon de combat ! : Félix
- 2006 : Tom et Jerry et la Chasse au trésor : Crane

### Télévision

#### Téléfilm
- 2011 : Une coupable idéale : Dr Williams (John Colton)

#### Séries télévisées
- Mark Margolis dans (5 séries) :
  - Le Justicier de l'ombre (2002) : Nikolai Zosimov (4 épisodes)
  - Blue Bloods (2011) : Whitney Brennan (saison 1, épisodes 14 et 15)
  - The Good Wife (2011) : le père Jim (saison 3, épisode 8)
  - New York, unité spéciale (2011) : Rom-Baro (saison 13, épisode 9)
  - Person of Interest (2011-2012) : Gianni Moretti (saison 1, épisodes 9, 17 et 19)

- Edward James Olmos dans :
  - Dexter (2011) : le professeur James Gellar (10 épisodes)
  - Mayans M.C. (2018-2023) : Felipe Reyes (50 épisodes)

- 1995-1997 : Murder One : Mark Washington (Markus Redmond) (29 épisodes)
- 1997-2002 : X-Files : Aux frontières du réel : Monsieur X (Steven Williams) (2e voix, saisons 5 et 9)
- 2000-2001 : Farscape : Grunchlik (Hugh Keays-Byrne) (3 épisodes)
- 2001-2003 : Washington Police : Clive Rogers (Gregory Alan Williams) (saisons 2 à 4, 13 épisodes)
- 2003 : La Caravane de l'étrange : Gecko (John Fleck) (12 épisodes)
- 2004 : Les Enfants de Dune : Bijaz (Gee Williams) (mini-série)
- 2012 : Grand Hôtel : Ernesto (Juan Luis Galiardo) (7 épisodes)
- 2012-2013 : New York, unité spéciale : Barry Querns (Reg E. Cathey)
- 2015 : Better Call Saul : l'inspecteur Sanders (Barry Shabaka Henley) (3 épisodes)
- 2017 : Making History : Dr Theodore Anthony Cobell (Ben Vereen)
- 2017-2019 : Veep : Sherman Tanz (Jonathan Hadary) (7 épisodes)
- 2019 : Il Processo : Giancarlo Guerra (Roberto Herlitzka)
- 2020 : The Mandalorian : le propriétaire de la cantina de Mos Pelgo (W. Earl Brown) (saison 2, épisode 1)
- 2022 : The Offer : Carlo Gambino (Anthony Skordi) (mini-série)
- 2023 : Une famille vraiment Loud : Flip Phillipini (Kevin Chamberlin) (saison 1, épisodes 11 et 12)
- 2024 : The Rookie : Le Flic de Los Angeles : L'officier Quigley Smitty (Brent Huff) (2e voix, à partir de la saison 6)
- 2025 : L'Éternaute : le vieux (Ricardo Merkin) (mini-série)

#### Séries d'animation
- 1984-1985 : Jeanne et Serge : M. Daimon, Saburo
- 1985 : Les Wuzzles : Bourdonlion, Flizard et Brat
- 1985 : Les Entrechats : César (voix de remplacement) et autres personnages
- 1985-1986 : Jayce et les Conquérants de la lumière : Orion (épisode 17), Gash (épisode 44), Dr Yag (épisode 45), le gardien de Solarius (épisode 49), Bizer (épisode 62) et divers monstroplantes
- 1985-1986 : Inspecteur Gadget : Finot, le présentateur télé (épisode 76), un agent MAD (épisode 77)
- 1985-1986 : M.A.S.K. : Sly Rax et Maxime Mayhem
- 1985-1988 : Denis la Malice : voix additionnelles
- 1986 : Rambo : John Rambo
- 1986 : Clair de lune : Igon
- 1986-1988 : Les Bisounours  (version Nelvana) : Sans Cœur
- 1989 : Pif et Hercule : Busard
- 1991 : Sandokan : Sambiglion, Crackers, Malko
- 1992 : Les Aventures de Tintin : Capitaine Haddock et le Chevalier François de Hadoque
- 1993-1994 : Mighty Max : Skeloferoce
- 1995 : L'Histoire sans fin : Géant Mâchepierre, G'Mork
- 1996 : Mot : Robert le Bâtard, le directeur (épisode 22)
- 1996-2000 : Superman, l'Ange de Metropolis : Bruno Mannheim (2e voix), le professeur Hamilton (épisodes 38 et 39)
- 1998-1999 : Hercule : Argos (épisode 16) et Ephialtes (épisode 62)
- 1998-2005 : Les Supers Nanas : Mojo Jojo
- 1999-2004 : Famille Pirate : Mâchicoulis
- 2000-2001 : Les Aventures de Buzz l'Éclair : Torque
- 2001 : Totally Spies! : Lester Crawley (saison 1, épisode 5)
- 2001 : La Légende de Tarzan : Merkus
- 2001-2003 : Les Nouvelles Aventures de Lucky Luke : voix additionnelles
- 2001-2005 : Jackie Chan : Angus (épisode 42), l'arbitre (épisode 53), Ikazuki (épisode 76), le chef scout (épisode 86)
- 2002-2007 : Kim Possible : M. Steve Barry
- 2003 : Mon ami Marsupilami : Dédé (saison 2)
- 2003-2006 : Ratz : voix additionnelles
- 2005-2006 : Pitt et Kantrop : le grand chef Sariac
- 2006-2007 : Les Supers Nanas Zeta : Mojo Jojo
- 2008 : Wakfu : Niléza (épisodes spéciaux)
- 2009-2011 : Super Hero Squad : Abomination
- 2010-2012 : Star Wars: The Clone Wars : Bossk
- 2013 : Teen Titans Go! : Cinderblock et Mojo Jojo
- 2014 : Martine : Oncle André / Père Gabriel
- 2016-2019 : Les Super Nanas : Mojo Jojo

### Jeux vidéo
- 1998 : Heart of Darkness : le Grand Sage
- 1998 : The Settlers III : Jupiter
- 1998 : Grim Fandango : Glottis, Velasco et le croupier[n 1]
- 1999 : Rayman 2: The Great Escape : les Robots-Pirates et Clark[n 1]
- 1999 : The Longest Journey : Capitaine Nebevay
- 1999 : Star Wars, épisode I : La Menace fantôme : Gardes Gamoréens et un marchand
- 2000 : Baldur's Gate II : Korgan Rouge-Hache et Gromnir Il-Kahn (Throne of Bhaal)
- 2000 : MediEvil 2 : le Comte[n 1]
- 2000 : Star Wars : Le Maître des Maths : Teemto
- 2000 : Medal of Honor : Résistance : le colonel Stanley Hargrove
- 2001 : Jak and Daxter: The Precursor Legacy : Pêcheur
- 2001 : Empereur : La Bataille pour Dune : voix additionnelles[n 1]
- 2001 : Star Wars: Obi-Wan : Saesee Tiin
- 2002 : Medal of Honor : Débarquement allié : le colonel Stanley Hargrove
- 2002 : The Elder Scrolls III: Morrowind : les orques masculins et Vivec
- 2002 : Star Wars: Jedi Starfighter : Saesee Tiin
- 2003 : Le Seigneur des anneaux : Le Retour du roi : le Roi des Morts
- 2004 : Psychonauts : le Chevalier, l'artiste Bouledogue, le catcheur Dragon et le Boucher
- 2004 : Knight's Apprentice: Memorick's Adventures : voix additionnelles[n 1]
- 2005 : Spartan: Total Warrior : Beowulf
- 2005 : World of Warcraft : le maître d'armes Harlan au Monastère Ecarlate, Vaelastrasz le Corrompu au Repaire de l'Aile Noire
- 2005 : Jak X : 2e voix de Sig et Pecker
- 2005 : Tom Clancy's Splinter Cell: Chaos Theory : le capitaine Arthur Partridge[n 1]
- 2005 : Prince of Persia : Les Deux Royaumes : voix additionnelles[n 1]
- 2006 : Gothic 3 : certains orcs, le roi Rhobar[n 1]
- 2006 : The Elder Scrolls IV: Oblivion : les Khajiits et les Argoniens masculins
- 2006 : Legacy of Kain: Defiance : Turel et voix additionnelles
- 2006 : Kingdom Hearts 2 : Yao
- 2006 : Heroes of Might and Magic V : Godric, l'oncle du Roi Nicolaï
- 2007 : Call of Duty 4: Modern Warfare : le sergent Kamarov
- 2007 : Le Seigneur des anneaux online : Gimli, Gloïn, voix additionnelles
- 2007 : The Witcher : la plupart des nains (Malcolm Stein, Zahin Schmartz...)
- 2008 : Warhammer 40,000: Dawn of War - Soulstorm : le pilote de bombardier Marauder de la Garde Impériale
- 2009 : Mini Ninjas
- 2009 : Assassin's Creed II : Silvio Barbarigo[n 1]
- 2009 : Le Seigneur des anneaux : L'Âge des conquêtes : Gimli
- 2009 : Transformers : La Revanche : Long Haul, Sideways, Demolisher et voix additionnelles
- 2010 : God of War III : Hephaistos
- 2010 : Arcania: Gothic 4 : Roi Rhobar III, voix additionnelles
- 2011 : Star Wars: The Old Republic : Karrels Javis[n 1]
- 2011 : Le Seigneur des anneaux : La Guerre du Nord : Glóin, Radagast
- 2011 : The Elder Scrolls V: Skyrim : Galmar Rudepoing[n 1]
- 2011 : Anno 2070 : Trenchcoat, marchand ambulant
- 2012 : Borderlands 2 : Salvador
- 2012 : Darksiders II : Ostegoth
- 2012 : 007 Legends : Auric Goldfinger
- 2012 : Guild Wars 2 : les Charr
- 2013 : Les Chevaliers de Baphomet : La Malédiction du serpent : Rickenbacker
- 2013 : Disney Infinity : Venom
- 2014 : Hearthstone: Heroes of Warcraft : les Grunts Loup-de-Givre
- 2014 : Diablo III: Reaper of Souls : le général Torion
- 2014 : The Elder Scrolls Online : Vivec
- 2015 : Lego Dimensions : Mojo Jojo
- 2016 : Star Wars Battlefront : Bossk
- 2016 : World of Warcraft: Legion : Sargeras
- 2017 : Mass Effect: Andromeda : Urdnot Grot[n 1]
- 2017 : Star Wars Battlefront II : Bossk[n 1]
- 2017 : Guild Wars 2 : Path of Fire : les Charrs (PNJ)
- 2017 : La Terre du Milieu : L'Ombre de la guerre : Suladân, un Nazgûl[n 1]
- 2017 : Final Fantasy XV - Episode Gladiolus : voix additionnelles[n 1]
- 2019 : Borderlands 3  : Salvador (extension Designer's Cut)
- 2020 : Immortals Fenyx Rising : Typhon[n 1]
- 2022 : Assassin's Creed Valhalla : Brokkr (DLC : L'Aube du Ragnarök)
- 2022 : Lego Star Wars : La Saga Skywalker : Bossk
- 2023 : Flashback 2 : Shaa'man et Master Brain
- 2023 : Avatar: Frontiers of Pandora : ?
- 2024 : MultiVersus : Mojo Jojo
- 2024 : Dead Rising Deluxe Remaster : Otis Washington
- 2025 : Kingdom Come: Deliverance II : Diable Sec, Seigneur Tara Mura
- 2025 : Mafia: The Old Country : Tino Russo